# گسل ارومیه–زرینه‌رود
گسل ارومیه–زرینه‌رود با راستای عمومی شمال‌غربی–جنوب‌شرقی از ماکو آغاز شده و پس از عبور از کناره غربی دریاچه ارومیه به زرینه‌رود می‌رسد. فروافتادگی دریاچه ارومیه به دلیل وجود این گسل است. روند عمومی این گسل با گسل‌های پرکامبرین هماهنگی دارد. در نتیجه عملکرد این گسل، نواحی غربی دریاچه ارومیه به فرازمین‌های پرکامبرین تبدیل شده که در بعضی نقاط تا دوره پرمین ادامه داشته‌است.
بررسی تاریخچه زمین‌شناسی نواحی محدود به این گسل نشان می‌دهد که حرکات آن بیشتر از نوع قائم بوده و چگونگی حرکت افقی آن مشخص نیست. وجود بازانیت، لوسیتیت و تفریت در حاشیه غریی دریاچه ارومیه به سن ۷٫۸ میلیون سال و نقش این گسل در شکل‌گیری دریاچه ارومیه در ۸۵۰۰ تا ۶۵۰۰ سال پیش را نتیجه جوان‌ترین حرکت‌های این گسل می‌دانند.